# جنگل (فیلم ۲۰۱۷)
جنگل (به انگلیسی:Jungle)یک فیلم استرالیایی زندگینامه بقا درام در سال ۲۰۱۷ به کارگردانی گرگ مکلین و نویسندگی جاستین مانژو می‌باشد. ستارگان فیلم دانیل رادکلیف الکس راسل توماس کرشمن، یاسمین کاسیم، ژول جکسون و جاسک کومان می‌باشند.

## طرح
در اوایل ۱۹۸۰ یک اسرائیلی ماجراجو به نام یوسی گینزبرگ (دنیل ردکلیف) بعد از ۳ سال خدمت در ارتش اسرائیل به قلب آمازون در جنگلهای بولیوی سفر می‌کند در این سفر او با مارکوس یک معلم سوئیسی و کیوین دوست مارکوس آشنا می‌شود. در ادامه آنها با کارل یک جهانگرد اتریشی آشنا می‌شوند که به آنها وعده دیدن یکی از شگفتی‌های آمازون و دیدن قبیله‌های خیلی قدیمی را می‌دهد که کوین و یوسی تصمیم به همراهی او می‌گیرند و مارکوس را نیز متقاعد می‌کنند که با آنها بیاید.
پس از چند روز پیاده‌روی در جنگل پای مارکوس مجروح شده و این باعث یک سری مشکلات می‌شود…

## بازیگران
- دانیل رادکلیف در نقش یوسی گینزبر[۱]
- الکس راسل در نقش کوین[۲]
- توماس کرتشمن در نقش کارل
- یاسمن کاسیم در نقش کینا
- جوئل جکسون در نقش مارکوس
- جاسک کومان به عنوان مونی گینزبرگ
- لیلی سالیوان در نقش آمی
- آنجی میلیکن در نقش استلا
- جوی وییرا در نقش جک سیاه
- پاریس مولت در نقش بولیویایی
- لوئیس جوز لوپز در نقش تیکو

## انتشار
این فیلم برای اولین بار در جشنواره بین‌المللی فیلم ملبورن در تاریخ ۳ اگوست سال ۲۰۱۷ به نمایش درآمد.

## جوایز
دریافت نمره B برای نویسندگی الکس مک لوی از سوی ای. وی. کلاب، همچنین تشکر و قدردانی از رادکلیف برای بازی فوق‌العاده همراه با ترس و هیجان زیاد و نوشته: «بدون شک در طول این سالها از بین چندین فیلم هیجان انگیزترین و الهام بخش‌ترین فیلم را دیدم»